# Pécharic-et-le-Py
Pécharic-et-le-Py  est une commune française, située dans le nord-ouest du département de l'Aude en région Occitanie.
Sur le plan historique et culturel, la commune fait partie du Lauragais, l'ancien « Pays de Cocagne », lié à la fois à la culture du pastel et à l’abondance des productions, et de « grenier à blé du Languedoc ». Exposée à un climat océanique altéré, elle est drainée par la Vixiège, le Rieutord, le ruisseau du Py et par divers autres petits cours d'eau. La commune possède un patrimoine naturel remarquable : un site Natura 2000 (le « piège et collines du Lauragais ») et deux zones naturelles d'intérêt écologique, faunistique et floristique.
Pécharic-et-le-Py est une commune rurale qui compte 29 habitants en 2022, après avoir connu un pic de population de 313 habitants en 1841. Ses habitants sont appelés les Pécharicois ou  Pécharicoises.

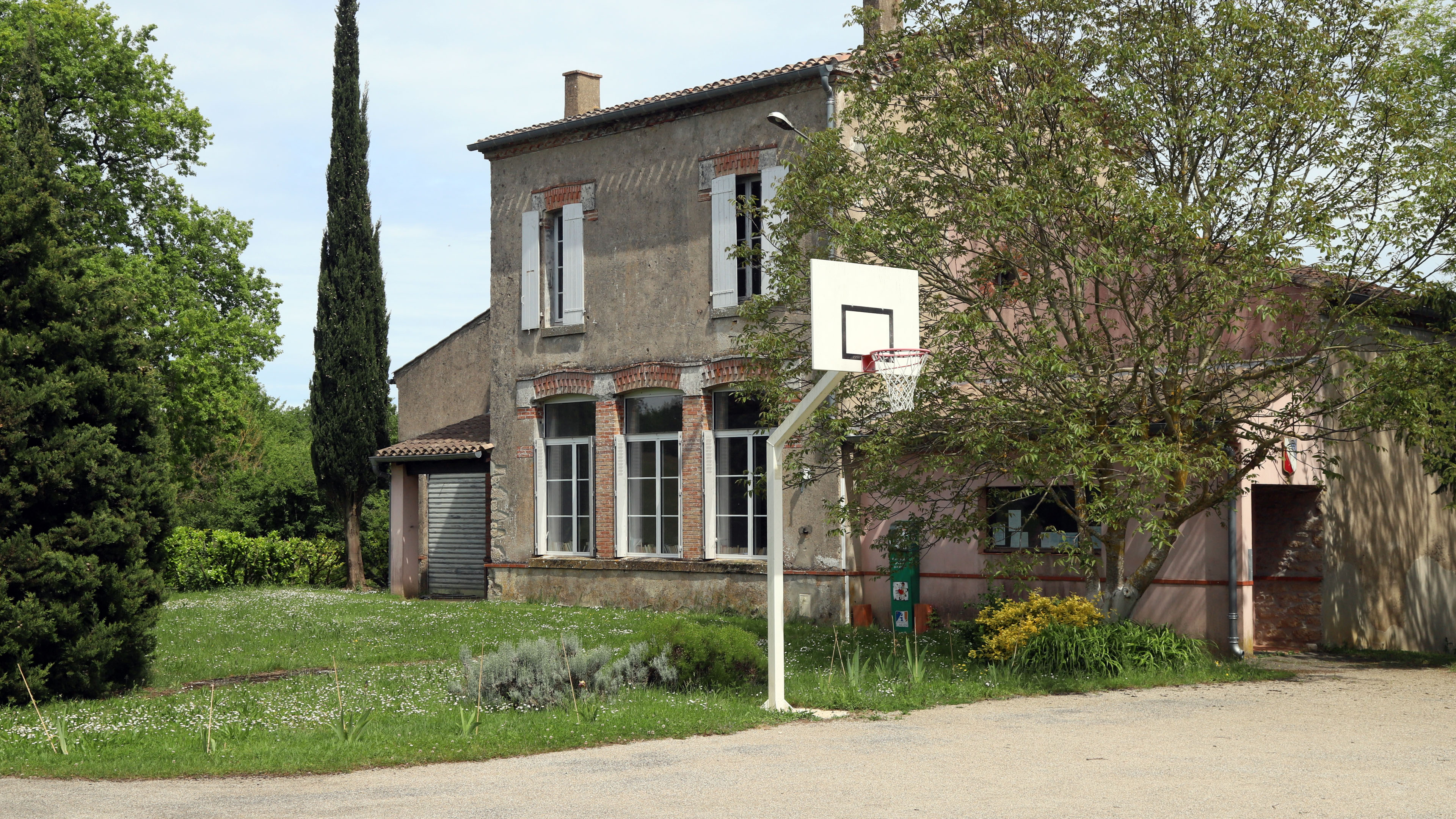
L'ancienne école, la mairie

## Géographie
Commune rurale au cœur de l'Occitanie, à 55 km de Toulouse, 50 km de Carcassonne, 20 km de Castelnaudary, 10 km de Mirepoix et 20 km de Pamiers, Pécharic-et-le-Py se trouve près de la limite de l'Aude, de l'Ariège et de la Haute-Garonne.

### Communes limitrophes
Les communes limitrophes sont Belpech, Cahuzac, Pech-Luna, Plaigne et Villautou.
|         | Pech-Luna         |           |
| Belpech | Pécharic-et-le-Py | Cahuzac   |
|         | Plaigne           | Villautou |

### Hydrographie
La commune est dans le bassin de la Garonne, au sein du bassin hydrographique Adour-Garonne. Elle est drainée par la Vixiège, le Rieutord, le ruisseau du Py, le ruisseau de la Selve, le ruisseau du Joncas et par divers petits cours d'eau, qui constituent un réseau hydrographique de 8 km de longueur totale,.
La Vixiège, d'une longueur totale de 33,6 km, prend sa source dans la commune de Saint-Gaudéric et s'écoule du sud vers le nord, puis vers l'ouest et à nouveau vers le nord. Elle traverse la commune et se jette dans l'Hers-Vif à Belpech, après avoir traversé 19 communes.

### Climat
Pour des articles plus généraux, voir Climat de l'Occitanie et Climat de l'Aude.
En 2010, le climat de la commune est de type climat océanique altéré, selon une étude s'appuyant sur une série de données couvrant la période 1971-2000. En 2020, Météo-France publie une typologie des climats de la France métropolitaine dans laquelle la commune est toujours exposée à un climat océanique altéré et est dans la région climatique Aquitaine, Gascogne, caractérisée par une pluviométrie abondante au printemps, modérée en automne, un faible ensoleillement au printemps, un été chaud (19,5 °C), des vents faibles, des brouillards fréquents en automne et en hiver et des orages fréquents en été (15 à 20 jours).
Pour la période 1971-2000, la température annuelle moyenne est de 12,8 °C, avec  une amplitude thermique annuelle de 15,5 °C. Le cumul annuel moyen de précipitations est de 823 mm, avec 10,4 jours de précipitations en janvier et 5,6 jours en juillet. Pour la période 1991-2020 la température moyenne annuelle observée sur la station météorologique la plus proche, située sur la commune de Fanjeaux à 16 km à vol d'oiseau, est de 14,3 °C et le cumul annuel moyen de précipitations est de 625,0 mm,. Pour l'avenir, les paramètres climatiques de la commune estimés pour 2050 selon différents scénarios d’émission de gaz à effet de serre sont consultables sur un site dédié publié par Météo-France en novembre 2022.

### Milieux naturels et biodiversité

#### Réseau Natura 2000

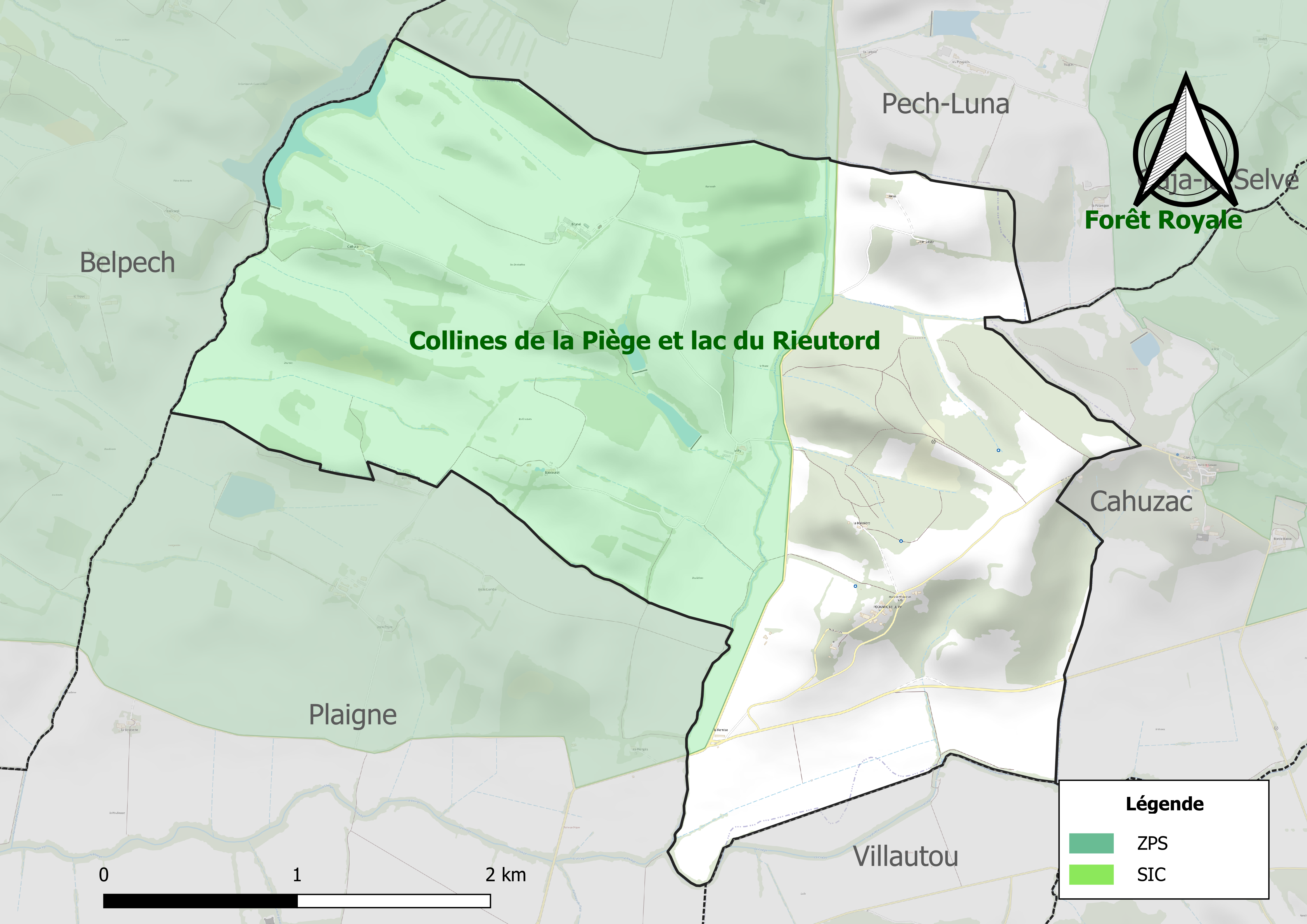
Sites Natura 2000 sur le territoire communal.

Le réseau Natura 2000 est un réseau écologique européen de sites naturels d'intérêt écologique élaboré à partir des directives habitats et oiseaux, constitué de zones spéciales de conservation (ZSC) et de zones de protection spéciale (ZPS).
Un site Natura 2000 a été défini sur la commune au titre  de la directive oiseaux : le « piège et collines du Lauragais », d'une superficie de 31 216 ha, ayant une position de transition entre la Montagne Noire et les premiers contreforts pyrénéens. On y voit donc régulièrement des espèces à grand domaine vital soit en chasse, soit à la recherche soit de sites de nidification : le Vautour fauve, l'Aigle royal, le Faucon pèlerin sont ainsi plus ou moins régulièrement observés sur le territoire concerné.

#### Zones naturelles d'intérêt écologique, faunistique et floristique
L’inventaire des zones naturelles d'intérêt écologique, faunistique et floristique (ZNIEFF) a pour objectif de réaliser une couverture des zones les plus intéressantes sur le plan écologique, essentiellement dans la perspective d’améliorer la connaissance du patrimoine naturel national et de fournir aux différents décideurs un outil d’aide à la prise en compte de l’environnement dans l’aménagement du territoire.
Une ZNIEFF de type 1 est recensée sur la commune :
les « collines de la Piège et lac du Rieutord » (4 812 ha), couvrant 11 communes du département et une ZNIEFF de type 2, : 
les « collines de la Piège » (27 918 ha), couvrant 40 communes dont 38 dans l'Aude et 2 dans la Haute-Garonne.

Carte des ZNIEFF de type 1 et 2 à Pécharic-et-le-Py.
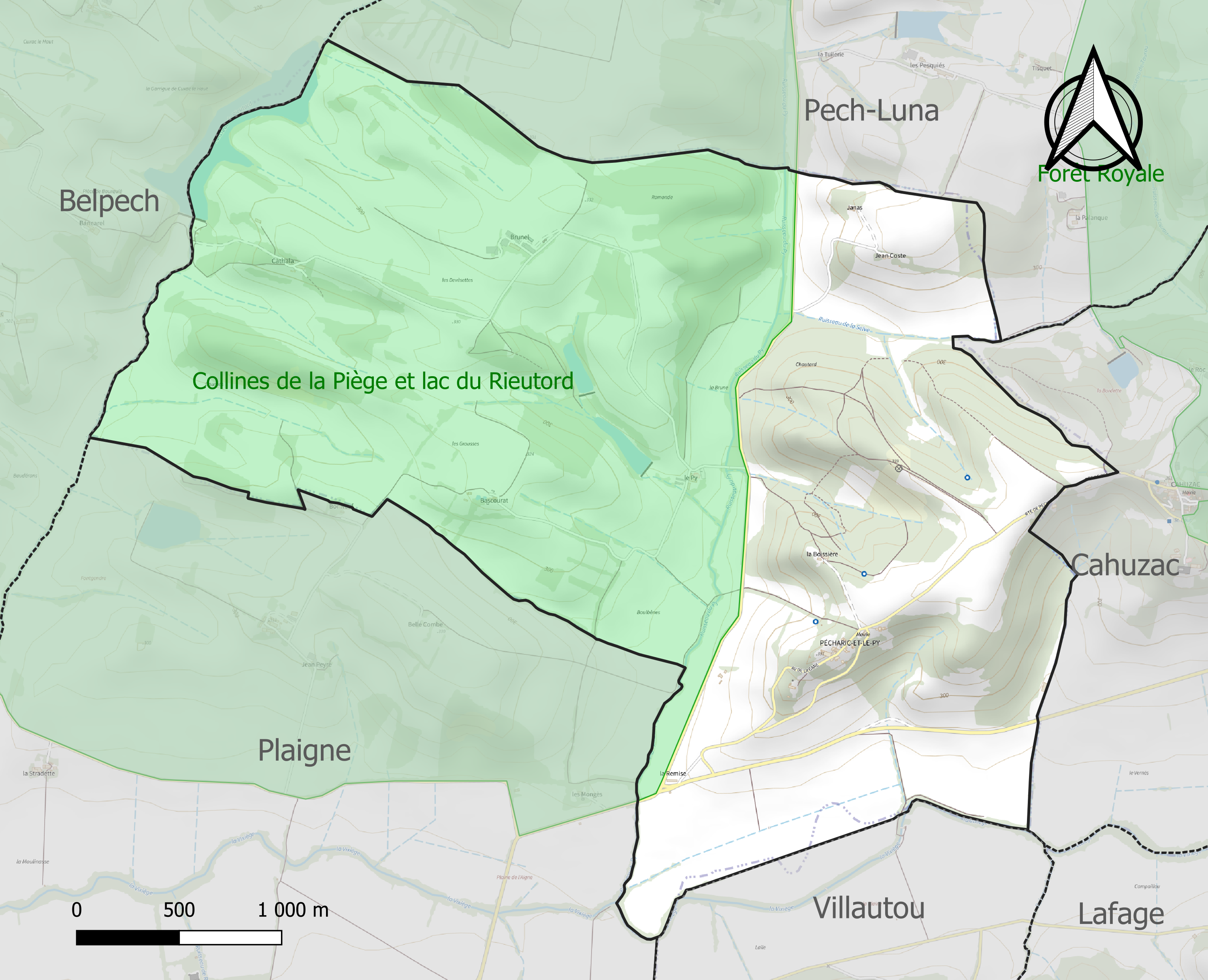
Carte de la ZNIEFF de type 1 sur la commune.
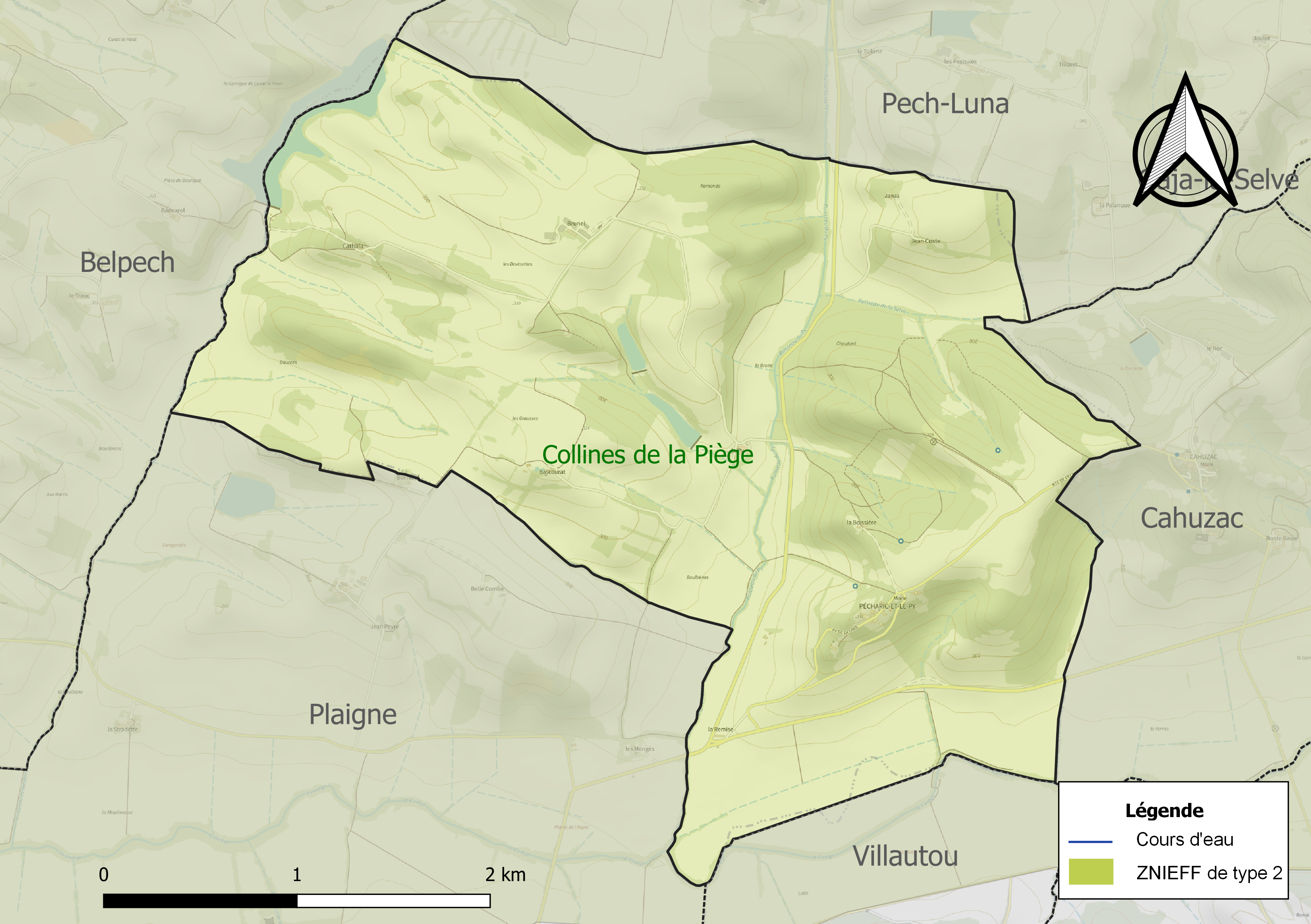
Carte de la ZNIEFF de type 2 sur la commune.

## Urbanisme

### Typologie
Au 1er janvier 2024, Pécharic-et-le-Py est catégorisée commune rurale à habitat très dispersé, selon la nouvelle grille communale de densité à 7 niveaux définie par l'Insee en 2022.
Elle est située hors unité urbaine et hors attraction des villes,.

### Occupation des sols
L'occupation des sols de la commune, telle qu'elle ressort de la base de données européenne d’occupation biophysique des sols Corine Land Cover (CLC), est marquée par l'importance des territoires agricoles (79,6 % en 2018), une proportion identique à celle de 1990 (79,6 %). La répartition détaillée en 2018 est la suivante : 
zones agricoles hétérogènes (62,1 %), forêts (20,4 %), terres arables (17,5 %). L'évolution de l’occupation des sols de la commune et de ses infrastructures peut être observée sur les différentes représentations cartographiques du territoire : la carte de Cassini (XVIIIe siècle), la carte d'état-major (1820-1866) et les cartes ou photos aériennes de l'IGN pour la période actuelle (1950 à aujourd'hui).

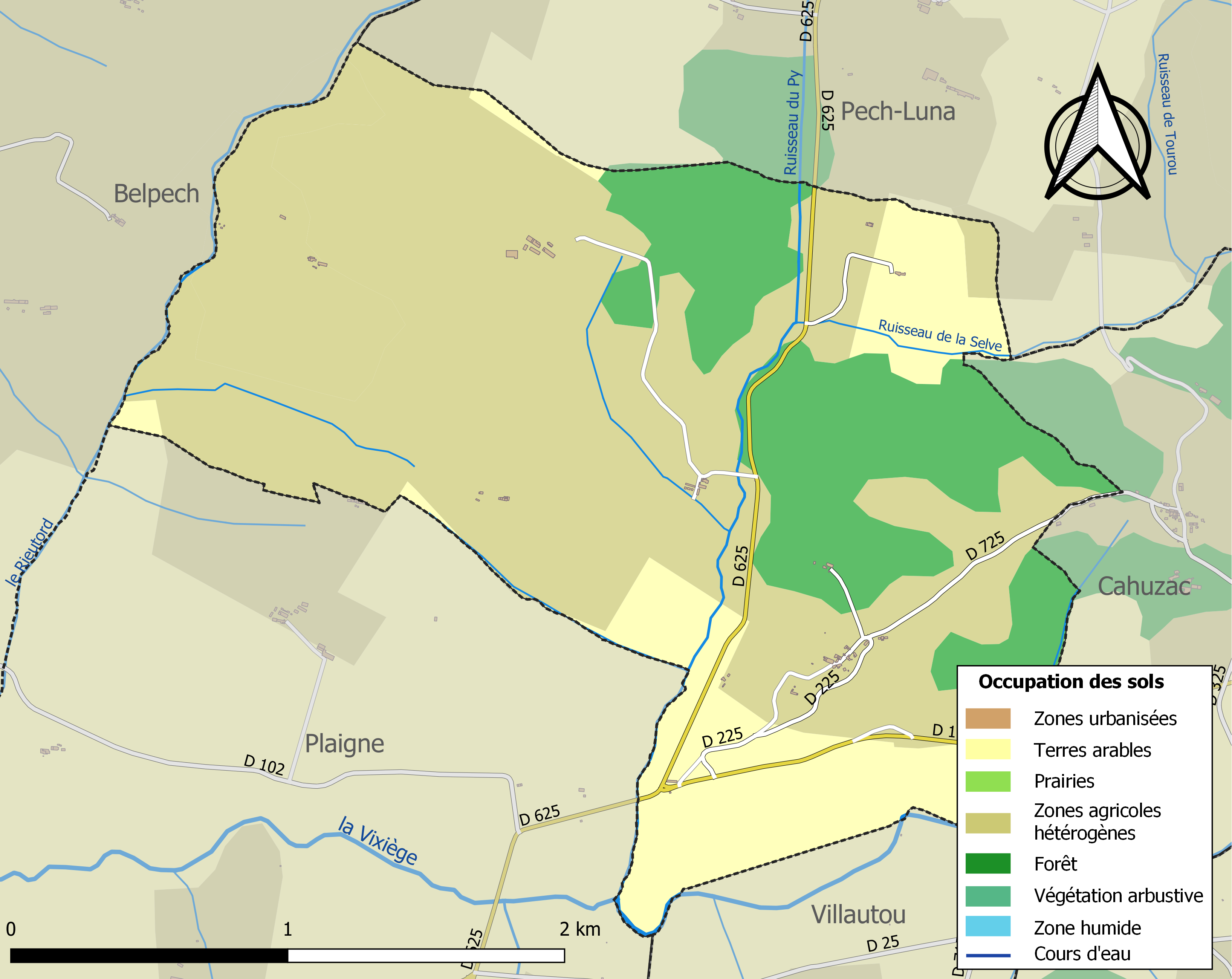
Carte des infrastructures et de l'occupation des sols de la commune en 2018 (CLC).

### Risques majeurs
Le territoire de la commune de Pécharic-et-le-Py est vulnérable à différents aléas naturels : météorologiques (tempête, orage, neige, grand froid, canicule ou sécheresse) et séisme (sismicité faible). Un site publié par le BRGM permet d'évaluer simplement et rapidement les risques d'un bien localisé soit par son adresse soit par le numéro de sa parcelle.

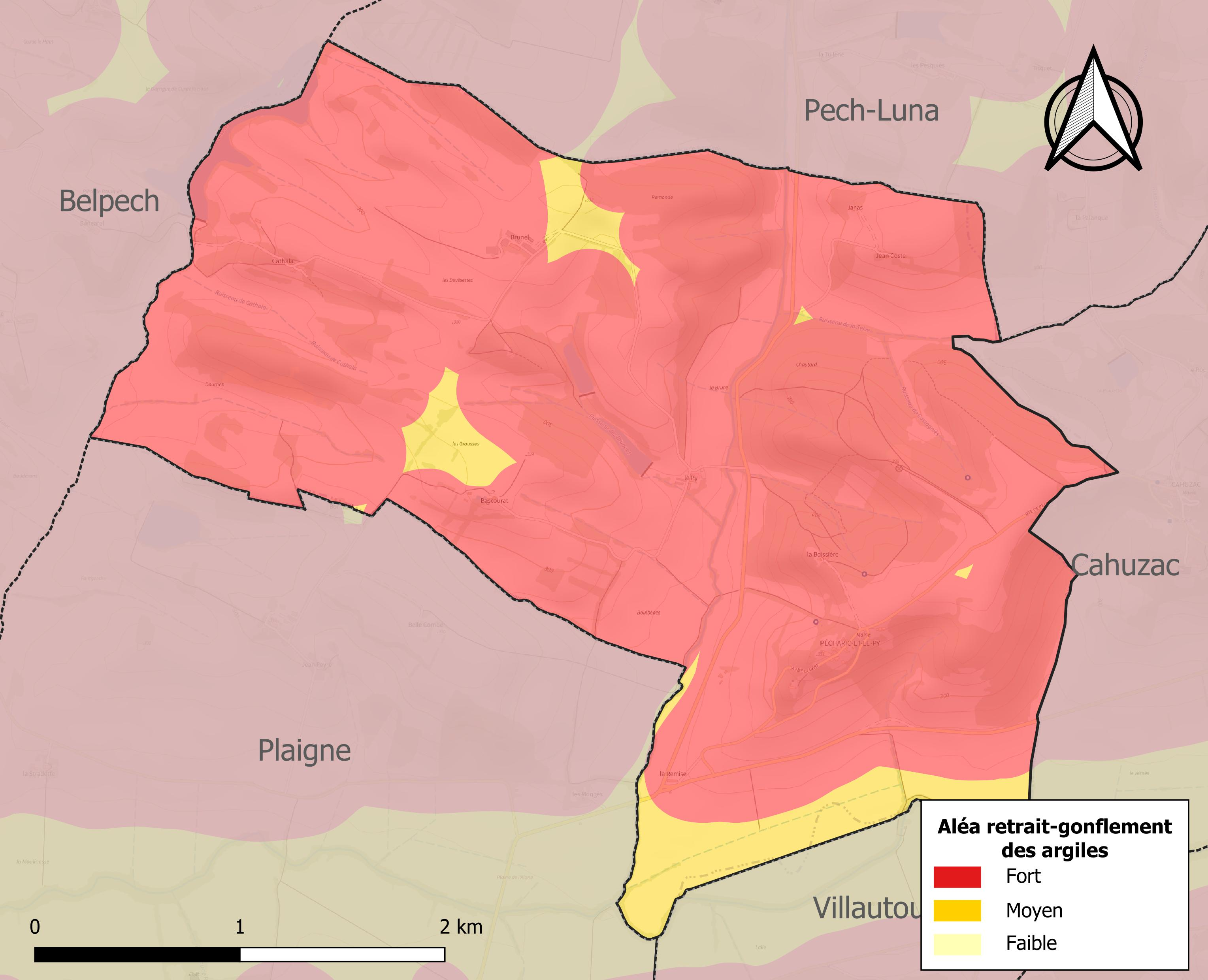
Carte des zones d'aléa retrait-gonflement des sols argileux de Pécharic-et-le-Py.

Le retrait-gonflement des sols argileux est susceptible d'engendrer des dommages importants aux bâtiments en cas d’alternance de périodes de sécheresse et de pluie. La totalité de la commune est en aléa moyen ou fort (75,2 % au niveau départemental et 48,5 % au niveau national). Sur les 23 bâtiments dénombrés sur la commune en 2019, 23 sont en aléa moyen ou fort, soit 100 %, à comparer aux 94 % au niveau départemental et 54 % au niveau national. Une cartographie de l'exposition du territoire national au retrait gonflement des sols argileux est disponible sur le site du BRGM,.

## Toponymie
Située dans les collines de la Piège, au bord de la vallée de la Vixiège, Pécharic est située au sommet d'un puèg (ou puòg souvent transcrits : pech, puech, pioch...) mot occitan signifiant colline, sommet, hauteur). Le nom de Pécharic vient de la contraction de Puèg d'Alaric  (la colline d'Alaric, l'Alaric en question étant le deuxième du nom, roi des Wisigoths).
Le Py (mot dont l'étymologie est incertaine) se situe au pied du pech, au bord du ruisseau appelé le Py (q en occitan).
Ce nom de lieu désigne un ensemble constitué d'un cimetière, d'une chapelle et des restes d'une bâtisse (aujourd'hui transformée en maison d'habitation) appartenant autrefois aux Hospitaliers de l'ordre de Saint-Jean de Jérusalem. Cet ensemble faisait partie d'un domaine agricole dépendant de l'importante commanderie de Pexiora. À Plaigne existe une autre commanderie.

## Histoire
Les deux hameaux ont été érigés en commune à la Révolution.

### Les Hospitaliers
La commune possède une commanderie des Hospitaliers de l'ordre de Saint-Jean de Jérusalem (le Py), antérieure à 1267, date à laquelle elle a été rattachée à Pexiora ; le commandeur de Pexiora nommait les consuls et le juge du Py. En 1481, après les ravages de la guerre de Cent Ans, le commandeur Paschal de la Tour accorda aux habitants du Py le droit d'édifier des bâtiments d'exploitation et des fours, ainsi que le droit de pêche, de chasse et le libre pacage des animaux sur tout le territoire de la commanderie. En 1641, 70 sétérées de terre noble s'étendaient tout autour. La chapelle, aujourd'hui église paroissiale et dont l'origine se perd dans la nuit des temps, a été remaniée maintes fois au cours des siècles, en particulier au XVe siècle, puis en 1866. Les propriétaires actuels en ont fait un temple de la musique.

## Politique et administration

### Liste des maires
| Période                                  | Période  | Identité               | Étiquette | Qualité      |
| ---------------------------------------- | -------- | ---------------------- | --------- | ------------ |
|                                          | 1997     | Bernard Marchand       | DVD       |              |
| Juillet 1997                             | 2001     | Joachim « Jacky » Coll | DVG       |              |
| mars 2001                                | 2007     | Olivier Ruel           | DVG       |              |
| décembre 2007                            | 2008     | Solange Tisseyre       |           | 1re adjointe |
| mars 2008                                | en cours | Floréal Soler          |           |              |
| Les données manquantes sont à compléter. |          |                        |           |              |

## Démographie
| 1793 | 1800 | 1806 | 1821 | 1831 | 1836 | 1841 | 1846 | 1851 |
| ---- | ---- | ---- | ---- | ---- | ---- | ---- | ---- | ---- |
| 153  | 173  | 203  | 181  | 175  | 214  | 313  | 214  | 204  |

| 1856 | 1861 | 1866 | 1872 | 1876 | 1881 | 1886 | 1891 | 1896 |
| ---- | ---- | ---- | ---- | ---- | ---- | ---- | ---- | ---- |
| 186  | 174  | 158  | 156  | 147  | 149  | 132  | 143  | 155  |

| 1901 | 1906 | 1911 | 1921 | 1926 | 1931 | 1936 | 1946 | 1954 |
| ---- | ---- | ---- | ---- | ---- | ---- | ---- | ---- | ---- |
| 125  | 137  | 120  | 100  | 100  | 90   | 92   | 68   | 61   |

| 1962 | 1968 | 1975 | 1982 | 1990 | 1999 | 2005 | 2006 | 2010 |
| ---- | ---- | ---- | ---- | ---- | ---- | ---- | ---- | ---- |
| 56   | 32   | 23   | 21   | 30   | 31   | 28   | 26   | 30   |

| 2015 | 2020 | 2022 | - | - | - | - | - | - |
| ---- | ---- | ---- | - | - | - | - | - | - |
| 26   | 29   | 29   | - | - | - | - | - | - |

## Économie

### Emploi
| Division       | 2008   | 2013   | 2018   |
| -------------- | ------ | ------ | ------ |
| Commune        | 7,7 %  | 16,7 % | 5 %    |
| Département    | 10,2 % | 12,8 % | 12,6 % |
| France entière | 8,3 %  | 10 %   | 10 %   |

En 2018, la population âgée de 15 à 64 ans s'élève à 19 personnes, parmi lesquelles on compte 50 % d'actifs (45 % ayant un emploi et 5 % de chômeurs) et 50 % d'inactifs,. Depuis 2008, le taux de chômage communal (au sens du recensement) des 15-64 ans est inférieur à celui de la France et du département.
La commune est hors attraction des villes,. Elle compte 3 emplois en 2018, contre 9 en 2013 et 7 en 2008. Le nombre d'actifs ayant un emploi résidant dans la commune est de 8, soit un indicateur de concentration d'emploi de 34,4 % et un taux d'activité parmi les 15 ans ou plus de 37 %.
Sur ces 8 actifs de 15 ans ou plus ayant un emploi, 2 travaillent dans la commune, soit 22 % des habitants. Pour se rendre au travail, 88,9 % des habitants utilisent un véhicule personnel ou de fonction à quatre roues et 11,1 % n'ont pas besoin de transport (travail au domicile).

### Activités hors agriculture
Un seul établissement relevant d’une activité hors champ de l’agriculture est implanté  à Pécharic-et-le-Py au 31 décembre 2019.

### Agriculture
|               | 1988 | 2000 | 2010 | 2020 |
| ------------- | ---- | ---- | ---- | ---- |
| Exploitations | 5    | 5    | 4    | 4    |
| SAU (ha)      | 368  | 404  | 438  | 480  |

La commune est dans le Razès, une petite région agricole occupant l'ouest du département de l'Aude, également dénommée localement « Volvestre et Razès ». En 2020, l'orientation technico-économique de l'agriculture  sur la commune est la culture de céréales et/ou d'oléoprotéagineuses. Quatre exploitations agricoles ayant leur siège dans la commune sont dénombrées lors du recensement agricole de 2020 (cinq en 1988). La superficie agricole utilisée est de 480 ha,,.

## Culture locale et patrimoine

### Lieux et monuments
Le village de Pécharic-et-le-Py possède deux types de monuments intéressants : deux moulins dans la partie haute du village et une commanderie au Py, fondée avant 1267.
- Église Saint-Paul du Py.

### Personnalités liées à la commune
- Joachim Coll l'aîné, réfugié de la guerre d'Espagne, créateur de la Foire au gras de Belpech devenue le marché de référence du canard gras et du foie gras de canard.

### Héraldique
| Pécharic-et-le-Py | Son blasonnement est : De sable à trois losanges d'argent. |